# Fê Ísis
Fernanda Isis da Silva (São Paulo, 17 de julho de 1984) é uma voleibolista indoor brasileira que atuou na posição de Central pelos clubes nacionais e internacionais, e representou as categorias de Seleção Brasileira de Novas  foi semifinalista na Copa Pan-Americana de 2003 no México e também na conquista da medalha de ouro na Universíada de Verão de 2011 na China.Em clubes conquistou o título do Torneio Internacional Salonpas Cup em 2007 e o vice-campeonato em 2008.

## Carreira
Fernanda iniciou a carreira no voleibol em 1996 quando ingressou nas categorias de base do BCN/Osasco  permanecendo até 2002.
Atuando no elenco adulto do BCN/Osasco quando disputou o Campeonato Paulista de 2003 e conquistou o título e sagrou-se vice-campeã dos Jogos Abertos do Interior em Santos de 2003.
Em 2003 foi convocada pelo técnico Waldson Lima  para integrar as categorias de base da Seleção Brasileira  em preparação para o Campeonato Mundial Juvenil  em Suphan buri, na Tailândia, mas não esteve entre as doze atletas  que disputaram tal edição.
Ainda em 2003 foi convocada para Seleção Brasileira de Novas (Seleção B) para disputar a edição da II Copa Pan-Americana realizada em Saltillo, no México, época da primeira participação do país na história da competição e finalizou na quarta colocação.
Foi contratada pelo Sesi Esporte/Uberlândia , cujo técnico foi Percy Oncken para disputar sua primeira edição da Superliga Brasileira A 2003-04, edição na qual finalizou na décima colocação, destacando-se, totalizando 102 pontos, destes 87 foram de ataques, 5 de bloqueios e 10 de saques.
Na jornada seguinte foi contratada pelo Macaé Sports, finalizando na nona posição na Superliga Brasileira A  2004-05, registrando vinte e um pontos, destes dezenove foram de ataques e dois de saques.
Transferiu-se para o Brasil Telecom/DF  cujo técnico foi William Carvalho da Silva e  firmaram parceria com a Prefeitura Municipal de São Bernardo do Campo, para representar a cidade nas principais competições da FPV, utilizando a alcunha Brasil Telecom/São Bernardo, avançando a final dos Jogos Regionais em Praia Grande de 2005, foi semifinalista da Copa São Paulo de 2005, disputou  edição do Campeonato Paulista de 2005 sendo semifinalista e sagrou-se campeã dos Jogos Abertos do Interior em Botucatu. Pela Superliga Brasileira A 2005-06 representou o Brasil Telecom na qual encerrou na  sexta posição.
Renovou com o Brasil Telecom para a temporada 2006-07 cujo técnico foi Mauricio Thomas finalizando na sétima colocação na correspondente Superliga Brasileira A.
No período esportivo de 2007-08 foi contratada pelo Rexona/Ades cujo técnico foi Bernardo Rezende conquistando os títulos do Campeonato Carioca de 2007, do extinto Torneio Internacional Salonpas Cup de 2007 sediado em São Paulo, da  Copa Brasil de 2007 e pela primeira vez sagrou-se campeã da Superliga Brasileira A 2007-08.
Com o contratado renovado com Rexona/Ades para  as disputas do período esportivo 2008-09, sagrou-se bicampeã do Campeonato Carioca de 2008, foi vice-campeã da edição do Salonpas Cup de 2008, novamente sediado em São Paulo, também disputou a Superliga Brasileira A 2007-08 sagrando-se bicampeã de forma consecutiva.
Na temporada  seguinte transferiu-se para o clube Cativa Oppnus/Brusque, cujo técnico foi Rogério Portela na temporada 2009-10, disputou e obteve o título da Liga Nacional de Voleibol em 2009,  também conquistou o título do Campeonato Catarinense de 2009.
Ainda em 2009 estava lesionada e não disputou  o Torneio Nacional de Clubes Feminino ou I Copa Cativa/Oppnus de 2009, mas conquistou de forma invicta na 49ª edição dos  Jogos Abertos de Santa Catarina (Jasc), representando a cidade de Pomerode.
Após ser vitima na cidade de Chapecó de um atropelamento por motocicleta em novembro de 2009, durante os Jogos Abertos de Santa Catarina,  desfalcou o time no início Superliga Brasileira A 2009-10, após passar por cirurgia no punho e também na Copa Rio de 2009, na qual o time ficou com o vice-campeonato ficando apta faltando cinco jogos para encerrar o returno da Superliga Brasileira A 2009-10, contribuindo com a campanha do time obtendo classificação às quartas de final da edição e encerrou na oitava posição finalizando na oitava colocação.
Novamente foi atleta do Macaé Sports sagrando-se vice-campeã do Campeonato Carioca de 2010 e disputou a Superliga Brasileira A 2010-11 encerrando na sexta colocação.
Em 2011 foi convocada para Seleção Brasileira de Novas disputar pela primeira vez a edição de Universíada de Verão, esta sediada em Shenzhen, na China, ocasião que conquistou a medalha de ouro.
O Usiminas/Minas a contratou para as competições da temporada 2011-12 e conquistou o bronze no Campeonato Mineiro de 2011 e quarta colocação na correspondente Superliga Brasileira A, ao final do segundo turno estava na oitava colocação entre as melhores bloqueadoras.
A Usiminas/Minas renovou com Fê Isis para a jornada esportiva seguinte, disputando mais uma edição da Superliga Brasileira A 2012-13 encerrando na sétima colocação geral.
No ano de 2013 é contratada pelo então recém- criado Jacareí Vôlei/Sedex que visava disputar inicialmente a Copa São Paulo de 2013 e o Campeonato Paulista, por problemas de patrocinador o clube desistiu da disputa da Copa São Paulo e outros problemas de ordem econômica fez com que o projeto do time não fosse a frente na temporada.
Foi contratada como reforço do GR Barueri ainda na temporada 2013-14 e disputou a Superliga Brasileira A correspondente, e foi afastada do time juntamente com a campeã olímpica Fernanda Ferreira  sem conhecer as razões  do então treinador Maurício Thomas e não pode atuar em outra equipe na Superliga devido ao prazo de inscrição já ter expirado, tal treinador posteriormente declarou a imprensa suas razões.
Em 2014 pela primeira vez atua em um clube fora do país, ocasião que foi contratada pelo clube azere Azeryol Baku e conquistou o vice-campeonato do Campeonato Azeri de 2013-14.
Foi repatriada pelo Pinheiros, apresentada como reforço para o período esportivo 2014-15 e disputou a Copa São Paulo de 2014 conquistou o título da Copa São Paulo de 2014, além do bicampeonato de forma invicta da Copa Banco do Brasil de 2015 em Cuiabá e disputou a Superliga Brasileira A 2014-15, finalizando na sexta colocação. Em 2015 foi vítima de racismo através de xingamentos de torcedores numa partida válida pela Superliga.
Foi atleta do Vôlei Bauru na jornada 2015-16, conquistando o bronze no Campeonato Paulista de 2015  e disputou a Superliga Brasileira A 2015-16 finalizando na décima colocação, edição que registrou 136 pontos, destes 78 foram de ataques, 11 de saques e 47 de bloqueios.
Através do técnico José Roberto Guimarães foi contratada para representar o GR Barueri/Hinodê visando a elite nacional e disputou  a Taça Prata de 2016 conquistando a classificação para edição da  Superliga B 2017 e conquistou o título de forma invicta e acesso a elite nacional.
Permanece no elenco do Barueri/Hinodê para o período esportivo de 2017-18, obtendo o vice-campeonato no Campeonato Paulista de 2017e finalizou na quinta posição na Copa Brasil de 2018 e na Superliga Brasileira A 2017-18.Foi contrada para o período de 2018-19 pelo São Caetano Voleibo/São Cirstóvão Saúde, finalizando na correspondente Superliga Brasileira A na décima posição.
Na temporada 2019-20 foi contratada pelo CR Flamengo e foi vice-campeã do Campeonato Carioca de 2019 e devido a Pandemia da COVID-19 a temporada foi interrompida.Nas competições de 2020-21, foi atleta do Sesi/Vôlei Bauru , sagrou-se vice-campeã no Campeonato Paulista de 2020, terceiro lugar na Copa Brasil de 2021, quinto lugar Troféu Super Vôlei e na Superliga Brasileira A terminou na quarta posição.
No período esportivo de 2021-22, voltou atuar fora do país, desta vez em Portugal, quando foi contratada pelo AJM/FC Porto sagrou-se campeã da Supertaça Portuguesa de 2021, terceiro lugar na Taça de Portugal de 2022, disputou a CEV Cup de 2021-22, finalizando na nona posição e foi campeã do Campeonato Português de 2021-22, e foi repatriada pelo SESC/Flamengo Rio.
Em 2022 foi diagnóstica com uma bactéria no coração, que provocou uma miocardite , com o coração lesionado corria risco de morte por infarto fulminante,então, foi forçada a parar e não tinha perspectivas de retorno, mas, retornou as atividades em 18 de novembro de 2022 e após exames, foi constatado 100 por centro de cicatrização e voltou a ser relacionada na Superliga Brasileira A em 20 de janeiro de 2023 diante do Dentil/Praia Clube.

## Títulos e resultados
- Copa Pan-Americana:2003[9]
- Campeonato Português:2021-22
- Supertaça Portuguesa:2021
- Taça de Portugal:2022
- Copa Brasil:2021
- Superliga Brasileira A: 2007-08,[36]  2008-09[40]
- Superliga Brasileira A:2011-12[71], 2020-21
- Campeonato Azeri:2013-14[87]
- Superliga Brasileira B:2017[104]
- Liga Nacional: 2009[42]
- Copa Brasil:2007[34] e 2015[91]
- Campeonato Catarinense:2009[46]
- Campeonato Carioca:2007[32], 2008[37], 2019
- Campeonato Carioca:2010, 2017
- Campeonato Paulista:2003[3]
- Campeonato Paulista:2020
- Campeonato Paulista:2015[98]
- Campeonato Mineiro:2011[70]
- Jasc:2009[49]
- Jogos Abertos do Interior de São Paulo:2005[25]
- Jogos Abertos do Interior de São Paulo:2003[5]
- Jogos Regionais de São Paulo:2005[20]
- Copa São Paulo:2014[90]